# Jan Jakub Fernandez
Jan Jakub Fernandez (ur. 25 lipca 1808 w Galicji; zm. 10 lipca 1860 w Damaszku) – hiszpański Święty Kościoła katolickiego.

## Życiorys
W 1830 roku, mając 22 lata, wstąpił do zakonu Braci Mniejszych, a w 1859 roku, mając 51 lat, przybył do Jerozolimy. Został zamordowany 10 lipca 1860 roku. Został beatyfikowany przez papieża Piusa XI w dniu 10 października 1926 roku. 20 października 2024 został kanonizowany przez papieża Franciszka. 